# Gewerkschaftsfraktion
Die Gewerkschaftsfraktion oder die Fraktion Freier Gewerkschafter war eine Fraktion in der Ernannten Hamburgischen Bürgerschaft vom Februar bis Oktober 1946. Nicht zu verwechseln mit der gleichnamigen Fraktion in der Bürgerschaft 1933.

## Geschichte
Die britische Besatzungsmacht ernannte im Februar 1946 die erste Hamburgische Bürgerschaft nach Ende des Zweiten Weltkrieges. 81 Männer und Frauen aus verschiedenen gesellschaftlichen Lagern wurden für das Parlament benannt. Unter ihnen waren auch 16 Gewerkschafter, die sich zu einer Fraktion zusammenschlossen. Zehn Abgeordnete kamen von kleineren Gewerkschaften, je zwei vom Gesamtverband, von den Metallarbeitern und von den Angestellten. Alle Abgeordnete aus der Gewerkschaftsfraktion waren zudem Mitglied der SPD. Im Gegensatz zu der Fraktion der Parteilosen, die sich im Sommer auflöste, blieb die Fraktion der Gewerkschafter die gesamte Amtsdauer der Ernannten Bürgerschaft intakt. 
Ein Kuriosum war es, dass die Fraktion eigentlich gar nicht hätte existieren dürfen. Die britische Besatzungsmacht hatte den Gewerkschaften eigentlich jede politische Tätigkeit untersagt, doch durch ihre Beteiligung an der ersten Bürgerschaft wurde dieses Verbot ad absurdum geführt.

## Mitglieder
Paul Bebert, Max Behrens, August Bolten, Wilhelm Burmester, Johannes Gostomski, Max Jäger, Karl Karstens, Karl Koberg, Adolph Kummernuss, Arthur Langmann, Otto Loges, Wilhelm Petersen, Gustav Pufal, Ludwig Selpien, Franz Spliedt, Max Thoma. 
Im April 1946 schloss sich noch der Parteilose Gustav Knuth der Fraktion an.